# Egbes
Els egbes són un poble de Nigèria, subgrup dels iorubes, que viuen principalment a l'estat d'Ogun, a Nigèria (capital Abeokuta).

## Història
Els egbes estaven subjectes a l'Imperi d'Oyo però es van fer independents després de l'esfondrament espectacular d'Oyo en la primera meitat del segle xix. El seu centre fou Abeokuta. Les guerres amb el regne de Dahomey foren constants, i en general els egbes les van desenvolupar amb cert èxit, rebutjant per dues vegades (1851 i 1864) els assalts dahomeyans a la muralla d'Abeokuta. Els egbes atribuïen l'èxit a la protecció que els donava la Roca Olumo (Olumo Rock), en la vora de la qual havien fundat Abeokuta, que literalment significa "sota la roca". Els anglesos anomenaven al país com Egbaland (Egbalàndia).
La nació egba està formada per les següents sub-divisions; els Ake, Owu, Oke Ona, Gbagura i Ibara, cadascuna amb el seu rei propi. Durant el govern colonial britànic fou reconegut l' Alake (o rei de Ake) com el governant principal del clan sencer i del seu territori, i encara avui dia el seu successor és anomenat com l' Alake d'Egbaland. Els títols dels reis de les esmentades subdivisions són: Alake de Egbaland(Ake), Oshile de Oke Ona, Agura de Gbagura, Olowu de Owu i Olubara de Ibara per ordre de poblament i antiguitat dins la nació egba. És digne d'anotar que la ciutat original i el poblament dels egbes es va fer sota i al voltant de la Roca Olumo, la qual es troba a l'àrea Ikija/Ikereku dels egbes d' Oke Ona. El Jagunna de Itoko, és el Sacerdot en Cap de Olumo. L'àrea d'Ikija, a Oke Ona, és només un parc de distracció creat com una entrada al parc. Tota la Roca Olumo és en el territori de Itoko, i sota el control dels itokos. Un altre nom de referència per Abeokuta donats pels seus fundadors fou Oko Adagba (Granja Adagba o Bosc Adagba) en referència al caçador que va descobrir la Roca Olumo. Adagba va anar de cacera empaitant un animal per menjar des del poblet d'Obantoko, on els seus conciutadans itokos estaven acampats mentre buscaven un poblament permanent.
Egbaland va ser on va viure Henry Townsend i també pot presumir de ser el lloc on va aparèixer el primer diari de Nigèria ("Iwe Irohin"). Els egbes són la primera de les moltes nacions nigerianes (fins recentment l'única) a tenir un himne propi. Una de les personalitats egbes més destacades fou el president militar de Nigèria Olusegun Obasanjo (1999-2007).